# Anton Ludvig Faye
Anton Ludvig Faye, född 23 oktober 1845 i Skien, död 30 april 1916 i Kristiania, var en norsk läkare och medicinhistoriker; son till Frans Christian Faye.
Faye blev student 1862 och candidatus medicinæ 1869. Han vistades följande år i utlandet för att studera obstetrik, blev medicine doktor 1875 vid Kristiania universitet på avhandlingen Undersøgelser over nyfødte børns ernæringsforhold. Samma år blev han förste underläkare vid barnbördshuset, inträdde i arméns sanitetskår, där han avancerade till chef och fick överstes grad samt började hålla mycket eftersökta föreläsningar över medicinens historia vid universitetet. Dessa intressen behöll under återstoden av sitt liv. 
Faye författade talrika avhandlingar inom obstetrik och gynekologi, men han är främst känd för sina medicinhistoriska skrifter. Hans studier behandlade särskilt forntidens och medeltidens läkekonst.